# Elías Vásquez
Elías Vásquez est un footballeur international guatémaltèque né le 18 juin 1992 à Guatemala City. Il joue au poste de défenseur central avec le Cobán Imperial en Liga Nacional de Guatemala.

## Biographie
Le 24 février 2015, Vásquez signe avec la MLS et le club du Real Salt Lake.

## Palmarès
- CSD Comunicaciones
  - Champion du Guatemala en 2011 (clôture), 2012 (ouverture), 2013 (clôture) et 2013 (ouverture)